# Hörn (Kiel)

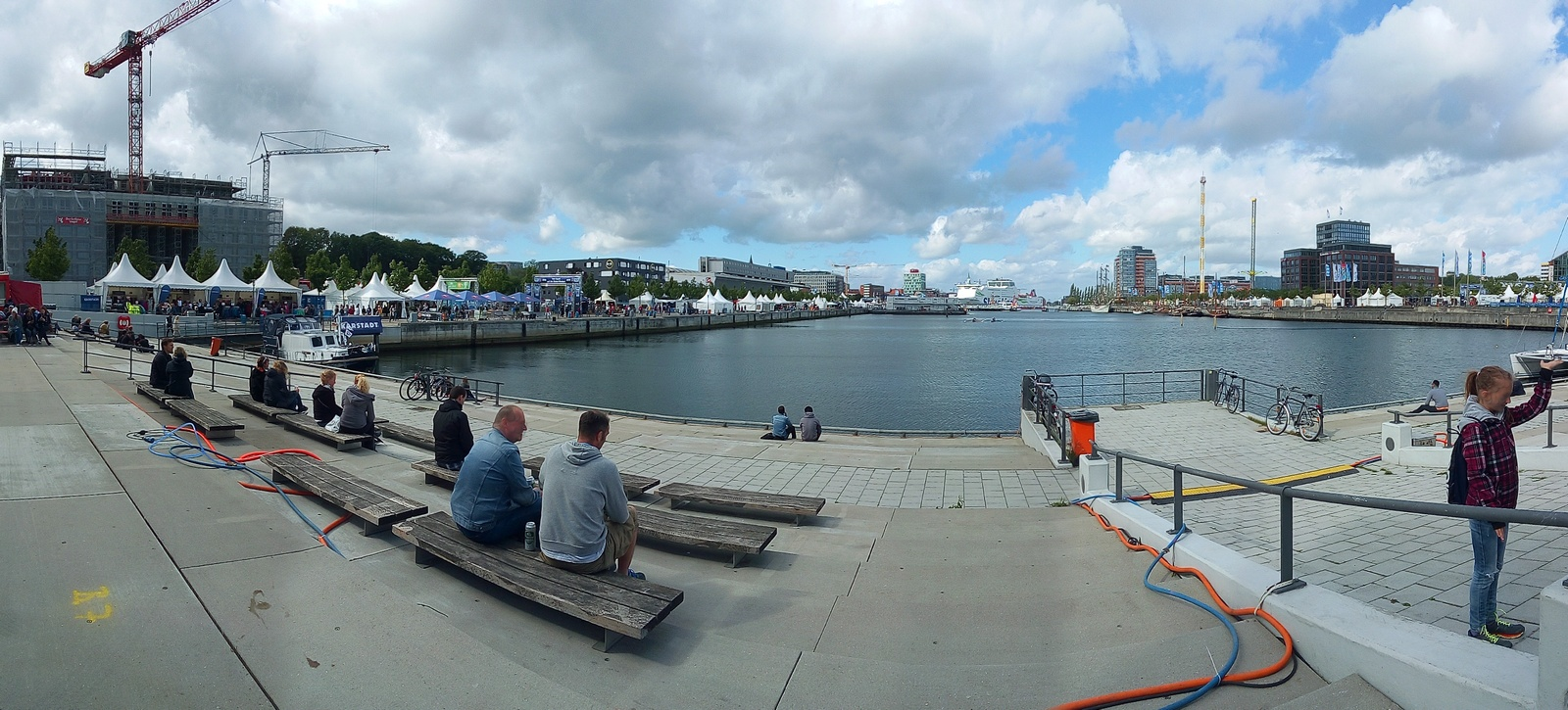
Blick vom Hörnende Richtung Förde

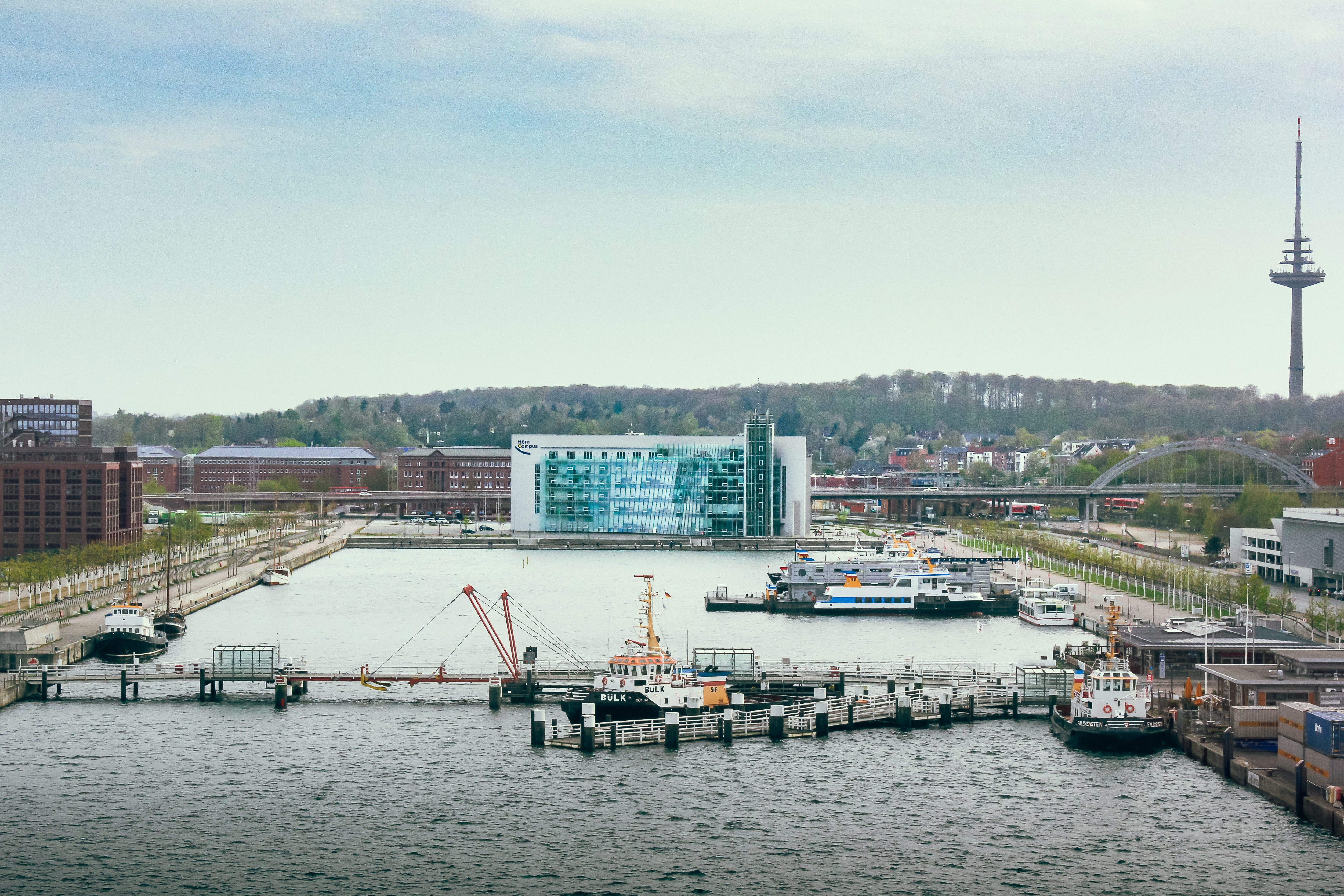
Blick auf die Hörnspitze mit dem Hörn Campus

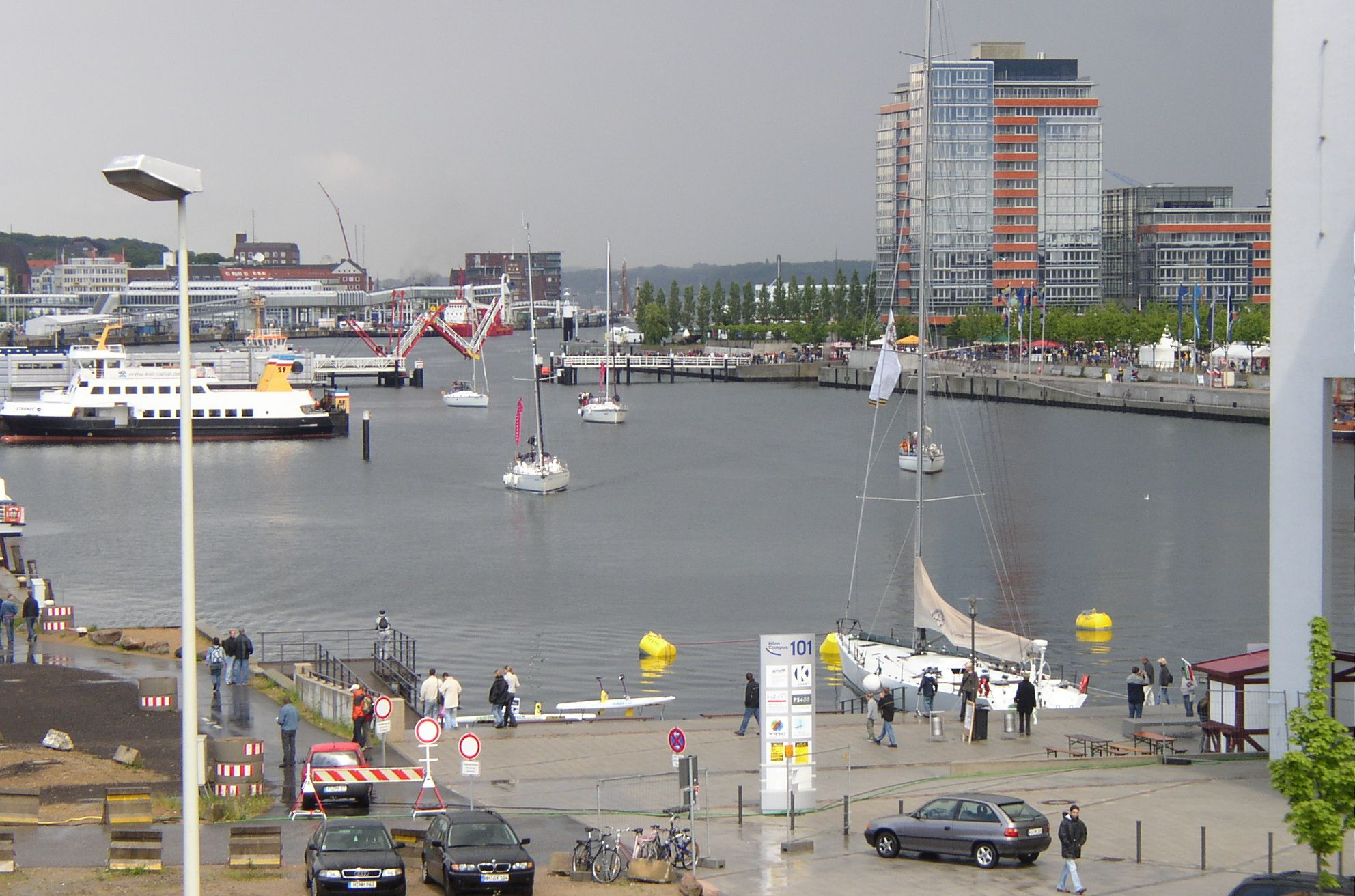
Blick vom Hörn Campus auf die Hörn

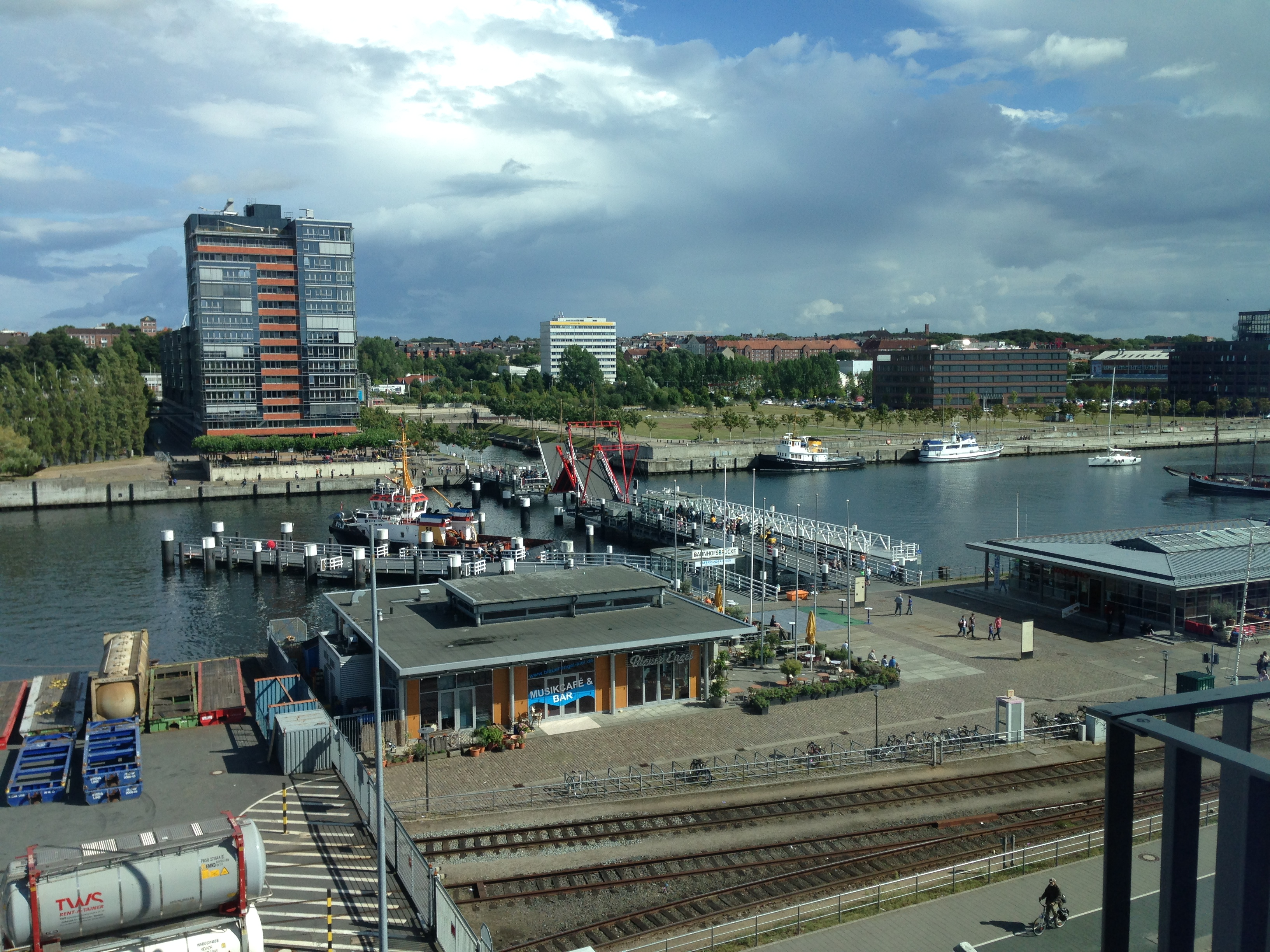
Hörnbrücke (offen) mit dem auf dem Ostufer gelegenen Hochhauscenter am Germaniahafen

Als Hörn bzw. als „Die Hörn“ wird die Hafenspitze der Landeshauptstadt Kiel (Schleswig-Holstein) bezeichnet, die den südlichen Abschluss der Kieler Förde bildet.
Die Hörn wird seit 1997 von der dreigliedrigen Hörnbrücke (Dreifeldzugklappbrücke) für Fußgänger und Radfahrer überspannt. Sie verbindet nahe dem Hauptbahnhof das auf dem Westufer gelegene Stadtzentrum mit dem Ortsteil Gaarden-Ost und dem Norwegenkai am Ostufer. Dort wurde 2007 das Hochhauscenter am Germaniahafen fertiggestellt. Im angrenzenden Germaniahafen sind diverse traditionelle Arbeitsschiffe untergebracht. Am Westufer ist die Bahnhofsbrücke eine Anlegestelle für die Linienfähren der Schlepp- und Fährgesellschaft Kiel im Regionalverkehr, u. a. nach Laboe.
Von der Hörnbrücke hat man einen schönen Ausblick auf den südlichen Hörn Campus über die südwestlich gelegene Gablenzbrücke, den Hauptbahnhof und die weitere sich im Nordwesten anschließende Skyline Kiels mit der Nicolaikirche und den Kieler Hafen mit seinen Portalkränen. An der Hörn finden regelmäßig Open-Air-Veranstaltungen statt, insbesondere zur Kieler Woche. Zur Heringszeit sieht man hier auch Angler stehen, da die Hörn ein wichtiges Laichgebiet des Herings ist. Auf der Südostseite der Hörn wurde nach dem Umbau der Hörn wieder mit Hilfe von Granitblöcken ein entsprechender Untergrund geschaffen, der durch gelb-schwarze Markierungstonnen als Sperrgebiet für Wasserfahrzeuge gekennzeichnet ist.

## Geschichte
Ursprünglich reichte die Hörn noch ca. 200 m landeinwärts. 1886 bis 1890 wurden der Abraum aufgeschüttet, der durch die Erweiterung der Dockanlagen der nahen Werften anfiel. Dadurch erhielt die Hörn die heutige rechteckige Gestalt.
Historisch lag an der Hörn die Germaniawerft, welche in erster Linie U-Boote herstellte.
Schon seit 1989 arbeitet die Stadt Kiel an einem Sanierungskonzept für dieses ehemalige Industriegebiet. Nördlich der Hörn liegt heute noch auf dem Ostufer die Werft von HDW mit ihren charakteristischen Portalkränen.
Nach dem Norwegenterminal 1997 waren das Hochhauscenter am Germaniahafen und das Gebäude des Hörn Campus an der Stirnseite der Hörn die ersten Gebäude, die im Rahmen des Projektes Kai-City Kiel fertiggestellt wurden.